# فرودگاه بین‌المللی ملبورن
فرودگاه بین‌المللی ملبورن (به انگلیسی: Melbourne International Airport) یک فرودگاه همگانی بهره‌برداری هوایی با کد یاتا MLB است که یک باند فرود آسفالت دارد و طول باند آن ۳۱۰۳ متر است. این فرودگاه در کشور ایالات متحده آمریکا قرار دارد و در ارتفاع ۱۰ متری از سطح دریا واقع شده‌است.

## نگارخانه

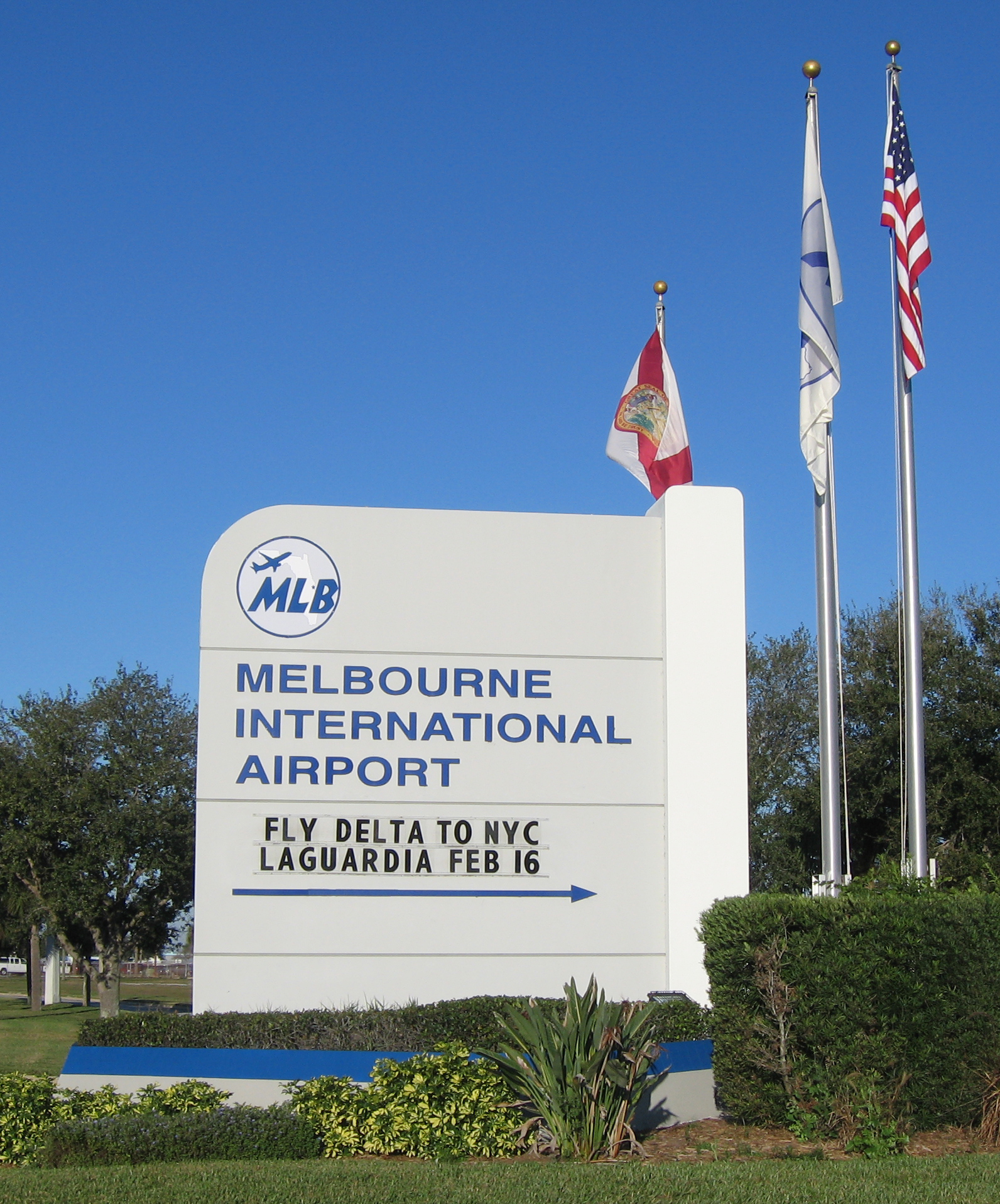
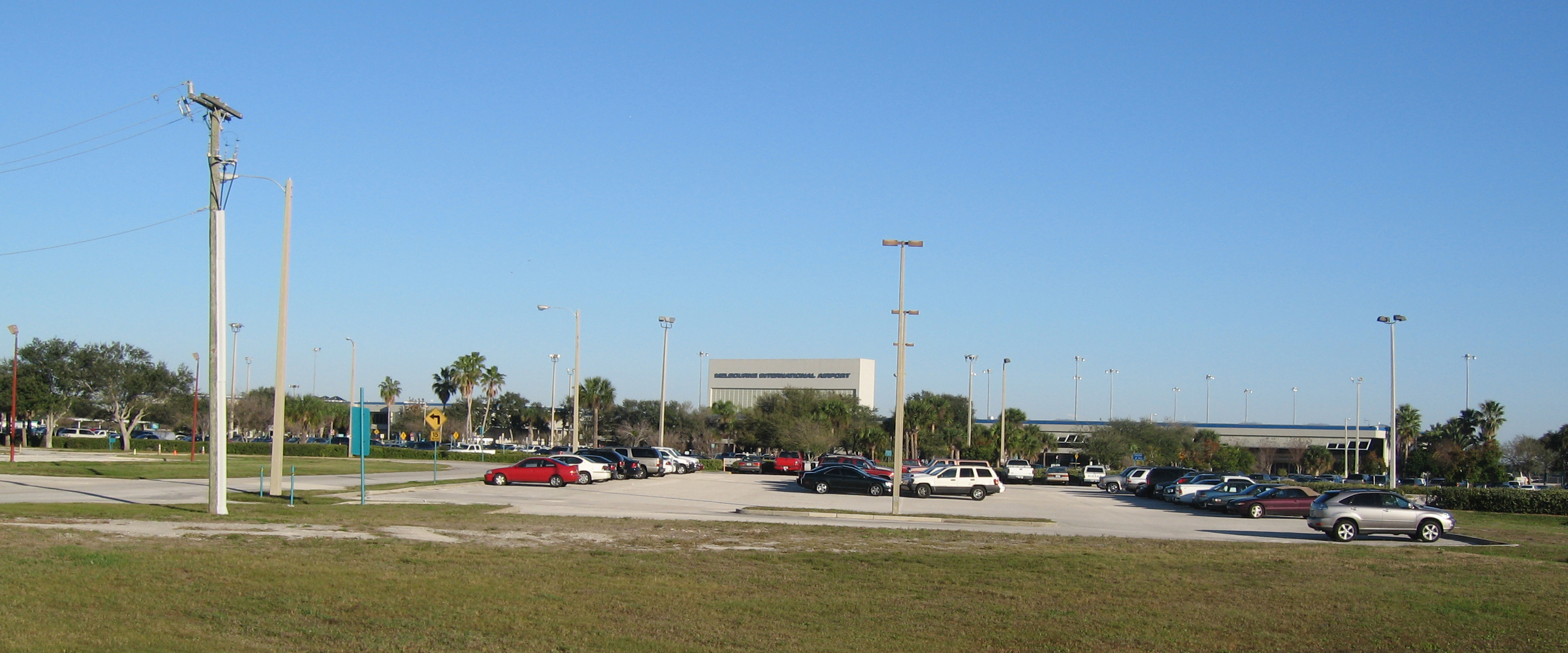
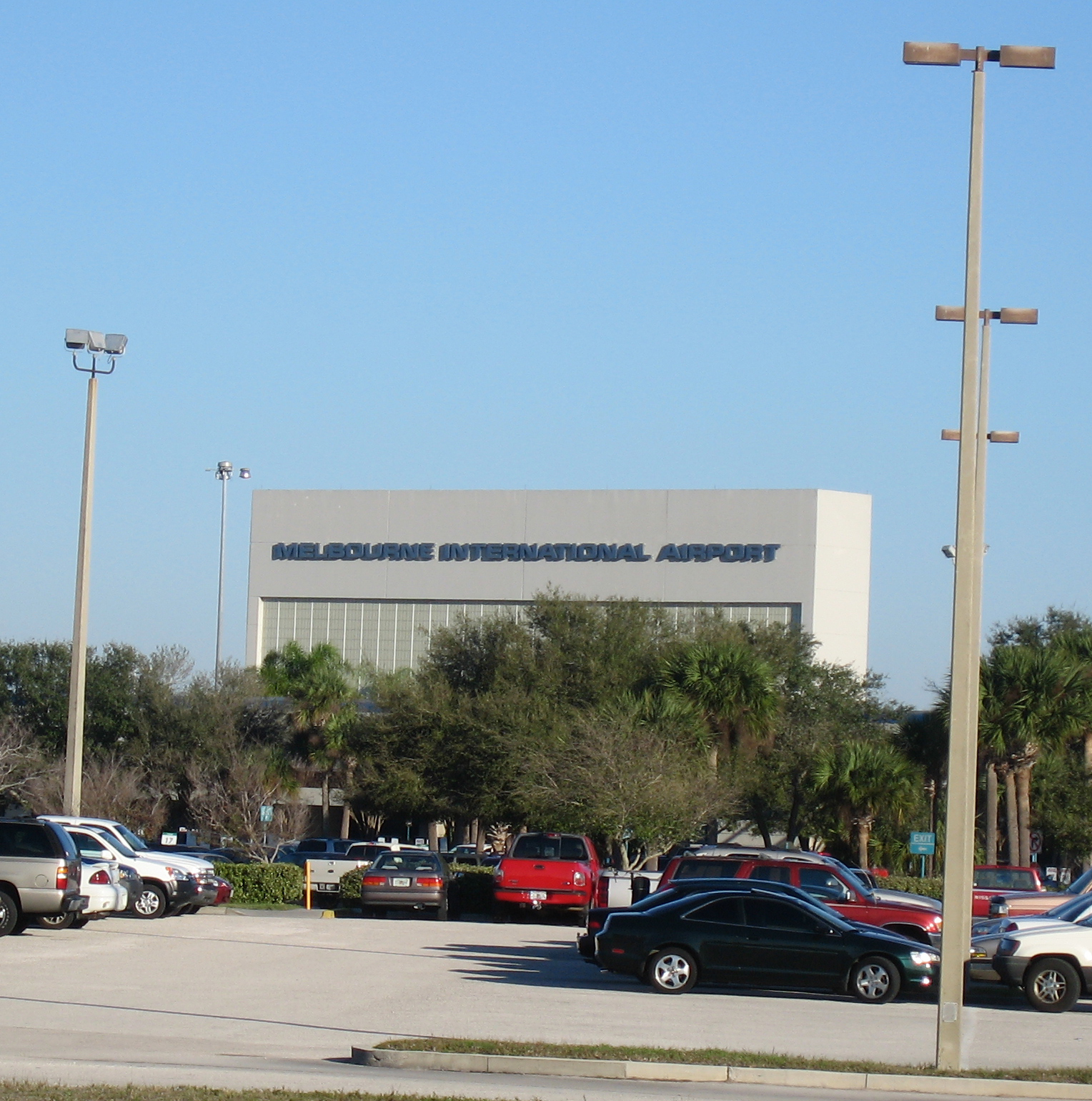

## شرکت‌های هواپیمایی و مقصدهای پروازی

### مسافری
| شرکت‌های هواپیمایی | مقصدهای پروازی                   |
| ----------------- | -------------------------------- |
| امریکن ایگل       | شارلوت داگلاس                    |
| دلتا ایرلاینز     | هارتسفیلد-جکسون آتلانتا          |
| دلتا کانکشن       | فصلی: هارتسفیلد-جکسون آتلانتا    |
| الیت ایرویز       | جت بین‌المللی پورتلند، سوت بیمینی |
| پورتر ایرلاینز    | فصلی: شهری بیلی بیشاپ تورنتو     |

### باری
| شرکت‌های هواپیمایی       | مقصدهای پروازی |
| ----------------------- | -------------- |
| ایر ترنسپورت اینترنشنال | و.س. برد       |